# 布德基-斯諾維多維齊基
51°14′45″N 27°27′6″E / 51.24583°N 27.45167°E
布德基-斯諾維多維齊基（烏克蘭語：Будки-Сновидовицькі），是烏克蘭西北部的村莊，隸屬里夫內州的薩爾內區。該村始建於1542年，面積20平方公里，海拔高度183米，2001年人口275，人口密度每平方公里13.8人。